# ГЕС-ГАЕС Сміт-Маунтін
ГЕС-ГАЕС Сміт-Маунтін — гідроелектростанція у штаті Вірджинія (Сполучені Штати Америки). Знаходячись між малою ГЕС Ніагара (2,4 МВт, вище по течії) та ГЕС Leesville (44 МВт), входить до складу каскаду на річці Roanoke, яка дренує східний схил Аппалачів та впадає до затоки Batchelor Bay (частина лагуни Албемарл, котра відокремлена від Атлантичного океану Зовнішніми мілинами).
В межах проекту річку перекрили бетонною арковою греблею висотою 72 метри, довжиною 249 метрів та товщиною по основі 9 метрів, яка потребувала 134 тис. м3 матеріалу. Вона утримує витягнуте по долині річки на 64 км водосховище з площею поверхні 83,4 км2 та об'ємом 1,4 млрд м3.
Пригреблевий машинний зал обладнали п'ятьма турбінами типу Френсіс потужністю 65 МВт, 177 МВт, 109 МВт, 178 МВт та 68 МВт (загальний номінальний показник станції рахується на рівні 586 МВт). При цьому три менш потужні є оборотними та працюють у складі гідроагрегатів з мотор-генераторами, що надає можливість задіювати їх у насосному режимі з потужністю 77 МВт, 127 МВт та 77 МВт відповідно. Під час виконання функції гідроакумулювання як нижній б'єф використовується водосховище ГЕС Leesville, яке має площу поверхні 12 км2 та припустиме коливання рівня в операційному режимі у діапазоні 4 метрів. Використовуючи напір у 54,6 метра, гідроагрегати забезпечують виробництво 435 млн кВт-год електроенергії на рік.
Зв'язок з енергосистемою відбувається по ЛЕП, розрахованій на роботу під напругою 138 кВ.